# البروتستانتية والعلم

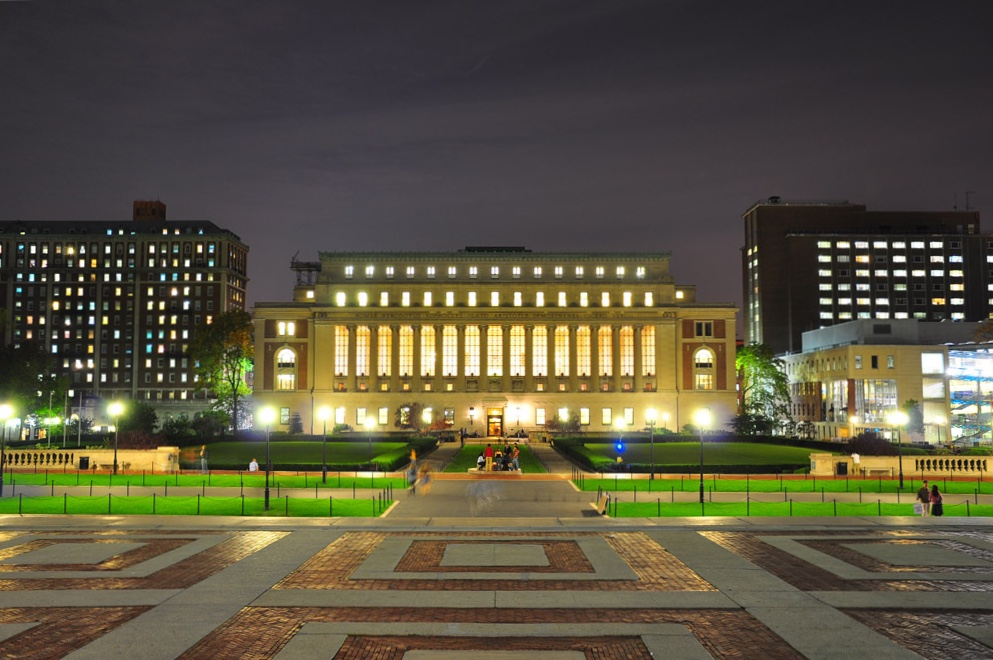
مكتبة جامعة كولومبيا، والتي كانت من معاقل البروتستانت، أثرت البروتستانتية على انتشار الأبحاث العلمية.

يرى عدد من المؤرخين وعلماء الاجتماع أن ظهور البروتستانتية كان لها أثر كبير في نشوء الثورة العلمية، وأن ظهور الإصلاح البروتستانتي كان أحد الأسباب التي أدت إلى الثورة العلمية خاصًة في انكلترا وألمانيا، كما وجد المؤرخين وعلماء الاجتماع علاقة إيجابية بين ظهور حركة التقوى البروتستانتية والعلم التجريبي.
وكانت أطروحة ميرتون هي حجة حول طبيعة العلوم التجريبية المبكرة التي اقترحها روبرت ك. ميرتون. على أطروحة ماكس ويبر الشهيرة حول العلاقة بين أخلاق العمل البروتستانتية والاقتصاد الرأسمالي، جادل ميرتون عن وجود علاقة إيجابية مماثلة بين ظهور حركة البروتستانتية التقوية والعلم التجريبي المبكر. وأسفرت أطروحة ميرتون عن مناقشات مستمرة. على الرغم من أن العلماء ما زالوا يناقشون الأطروحة، إلا أن أطروحة الدكتوراه التي أصدرها ميرتون عام 1936 عن العلوم والتكنولوجيا والمجتمع في إنجلترا في القرن السابع عشر أثارت قضايا مهمة حول العلاقات بين الدين وصعود العلم الحديث، وكان عمل مهم في مجال علم المعرفة العلمية الاجتماعي ويستمر ذكره في الأبحاث، وطور ميرتون هذه الأطروحة في منشورات أخرى.

## أطروحة ميرتون

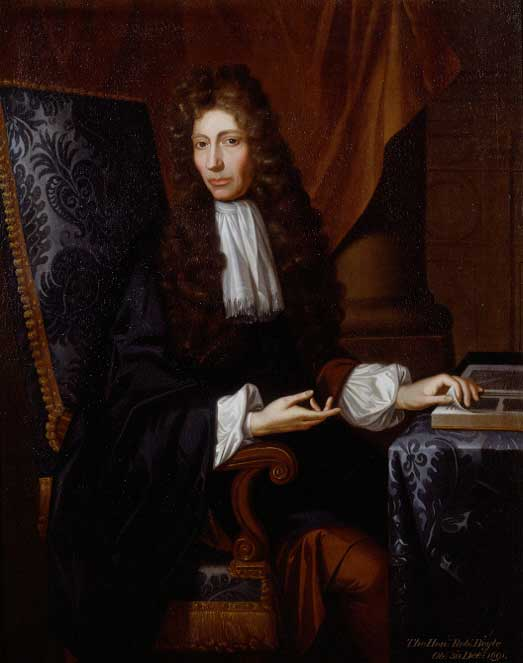
روبرت بويل، عالم بروتستانتي تقي ومن أبرز أعلام الثورة العلمية.

استنادًا إلى روبرت ميرتون فإن العلاقة بين الانتماء الديني والاهتمام بالعلم هو نتيجة لتضافر كبير بين القيم البروتستانتية وتلك في العلوم الحديثة. وقد شجعت القيم البروتستانتية على البحث العلمي من خلال السماح بالعلم لتحديد تأثير الله على العالم، وبالتالي يتم تقديم مبررات دينية لأغراض البحث العلمي.
وتاريخيًا فالبروتستانتية لم تدخل في صراع مع العلم. وكان روبرت ميرتون قد أسند نظريته بسبب كون أغلب العلماء في الجمعية الملكية وهي من المؤسسات العلمية المرموقة من البروتستانت.
وكان قد سبقه عدد من الباحثين في اعتبار أخلاق العمل البروتستانتية كقيم الموثوقية، والادخار، والتواضع، والصدق، والمثابرة والتسامح، كأحد أسباب نشأة الثورة الصناعية. وسببًا لتطور المجتمع اقتصاديًا ودافع لتطوير العلوم وواحدة من المحركات الدافعة لبنية المجتمع العلمي، كون البروتستانتية تركز على الاجتهاد وتعطي مكانة مميزة للدراسة والمعرفة والعقل.
بحسب الأطروحة ساهم أيضًا عدد من أتباع الحركات البروتستانتية التطهيرية (أو البيوريتانيَّة) والتقويَّة في الإستقلالية الفكرية وتوفير الأدوات الفكرية والقيم الهامة للعلم. وكمثال على ذلك، تحدت حركة التقويَّة العقيدة الأرثوذكسيَّة عن طريق وسائل صيغ جديدة: أكتسبت المجلات الدورية اكتسبت أهمية مقابل الأطروحة الواحدة، وحل النقاش التنافسي محل الجدل التقليدي، والذي الذي حاول الحصول على المعارف الجديدة بدلاً من الدفاع عن الأطروحة الأرثوذكسية. وهو جزء من تأثير حركة التقوية التي أدت إلى الحداثة.

### دعم الأطروحة
في عام 1958، قام عالم الاجتماع الأمريكي جيرهارد لينسكي بتحقيق في منطقة ديترويت في ميشيغان نشره تحت عنوان العامل الديني: دراسة سوسيولوجية الدين في التأثير على السياسة، والاقتصاد، والحياة الأسرية كشف، من بين أفكار أخرى، وجود فروق ذات دلالة إحصائية بين الكاثوليك من جهة والبروتستانت (البيض) واليهود من جهة أخرى فيما يتعلق بالاقتصاد والعلوم. ودعمت البيانات التي قام بها لينسكي الفرضيات الأساسية لأطروحة ماكس ويبر الأخلاق البروتستانتية وروح الرأسمالية. بحسب لينسكي: «المساهمات البروتستانتية في التقدم المادي، أصبحت بشكل غير مقصود وإلى حد كبير من المنتجات لبعض الصفات البروتستانتية المميزة. وكانت هذه النقطة المركزية في نظرية ويبر». وأشار لينسكي إلى أن جون ويسلي، وهو واحد من مؤسسي الكنيسة الميثودية، قد لاحظ أنَّ «العناية والتدبير» جعلت من الميثوديين أثرياء. حيث يقول لينسكي «في عصر مبكر، كان لكل من الزهد البروتستانتي والتفاني في العمل، كما لاحظ كل من ويسلي ويبر، من الأنماط المهمة التي عملت في تحقيق التقدم الاقتصادي». ومع ذلك، قال لينسكي، أنَّ الزهد أصبح نادر بين المذاهب البروتستانتية الحديثة. بدلاً من ذلك، أصبح لدى البروتستانت (البيض) واليهود درجة عالية من «الإستقلاليَّة الفكريَّة» والتي سهلت من التقدم العلمي والتقني. وفي المقابل، أشار لينسكي، أنَّ الكاثوليك طوروا توجه فكري مميز والذي يُقّدِر «الطاعة» لتعاليم الكنيسة فوق الإستقلالية الفكريَّة، مما جعلها أقل ميلاً للدخول المهن العلمية. وصل علماء الاجتماع الكاثوليك  لنفس النتائج.
أرجع لينسكي هذه الاختلافات إلى الإصلاح البروتستانتي ورد فعل الكنيسة الرومانية الكاثوليكية لذلك. وفقًا للينسكي شجع الإصلاح البروستانتي الإستقلاليَّة الفكريَّة بين البروتستانت، ولا سيما بين القائلون بتجديدية العماد، والتطهيريين (أو البيوريتانيَّين)، والتقويَّين، والميثوديين، والمشيخيين. في العصور الوسطى، كانت هناك ميول نحو الإستقلالية الفكرية بين الكاثوليك، كما حدث في حالة دسيدريوس إراسموس. ولكن بعد الإصلاح البروتستانتي، قام الزعماء الكاثوليك بالتعرف بشكل متزايد على هذه الإتجاهات والتي أرتبطت مع البروتستانتية، وبالتالي طالب الزعماء الدينين الكاثوليك بأن يكونوا مطيعين وأوفياء للكنيسة. في رأي لينسكي، أظهرت دراسته أن هذه الاختلافات بين البروتستانت والكاثوليك قائمة حتى يومنا هذا. ويقول: «لا يمكن تصنيف أي من الدول الكاثوليكية في العالم الحديث كأمم صناعية كبرى، وعلى الرغم من أن بعض الدول الكاثوليكية - مثل فرنسا وإيطاليا والأرجنتين والبرازيل وتشيلي - هي إلى حد بعيد دول صناعيَّة متقدمَّة ومتطورة، لكنها ليست من الأمم القادة في المجالات التكنولوجيَّة والعلميَّة، ولا يبدو من المرجح أن تصبح كذلك في الآونة الأخيرة؛ وذلك على خلاف الدول البروتستانتية - مثل الولايات المتحدة والمملكة المتحدة وألمانيا -». في عام 1963 قام بعض علماء الاجتماع الكاثوليك في البرازيل بالمقارنة بين التقدم العلمي والتكنولوجي في بلادهم مع الولايات المتحدة وخلصت دراستهم إلى أن العامل الرئيسي المسؤول عن المعدلات التفاضلية في التنمية هو التراث الديني للبلدين.
في كتابهم الصادر عام 2014 حول صعود وسقوط المجموعات الثقافية الأمريكية، وجدت أساتذة كلية الحقوق بجامعة ييل آمي تشوا وجيد روبنفيلد نموذجاً مشتركاً وراء النجاح البروتستانتي واليهودي والآسيوي في الولايات المتحدة. تم تعريف المجموعات الثلاث من خلال «حزمة ثلاثية» من ثلاثة ميول: عقدة التفوق، وانعدام الأمن، والتحكم في الاندفاع. ووفقاً لهم قامت المؤسسة الأسقفية في الولايات المتحدة بإنشاء أمة «الحزم الثلاثية» في نهاية المطاف. وأصبحت أالولايات المتحدة بلدًا «مقتنعاً بمصيرها الإستثنائي، الذي يخلط مع أخلاقيات العمل الشاق الموروثة من البيوريتانيين، والتي تم الإستيلاء عليها من خلال شريحة سيئة السمعة على الكتف الجماعي في مواجهة أوروبا الأرستقراطية، وغرس نوع جديد من عدم الأمان في بلدها».
وحتى مع ضعف «متلازمة إنجاز النخبة البروتستانتية» في أمريكا، تداخل تراثها التاريخي مع ثقافات «الحزم الثلاثية» الجديدة مثل اليهود والآسيويين.
ذكر عالم الاجتماع جيرهارد لنسكي في أوائل عقد 1960 أنَّ العلماء البروتستانت كانوا أكثر إنتاجية بست مرات من نظرائهم الكاثوليك، وهو اختلاف انعكس في حقيقة أن المجتمعات البروتستانتية ولدت الكثير من الحائزين على جائزة نوبل للعلوم أكثر من الكاثوليك. بين عام 1900 وعام 1977، جاء حوالي 60% من الحائزين الأمريكيين على جائزة نوبل في العلوم إما من مدينة نيويورك أو من الغرب الأوسط، ويرجع ذلك إلى حد كبير إلى الإنجازات غير المتناسبة للمجتمعات اليهودية والبروتستانتية.

#### الثورة العلمية
يعزو أستاذ التاريخ بيتر هاريسون المساهمة في نهوض الثورة العلمية إلى المسيحية:

### نقد الأطروحة
تَعرّض الجزء الأول من أطروحة ميرتون للنقد من قبل بعض علماء الاجتماع الذين وجدوا أن النظرة لدور علم الرياضيات والفلسفة الميكانيكية في الثورة العلمية غير كفاية. وقد أنتقَد أيضًا بعض علماء الاجتماع الجزء الثاني الذي يتعلق بتأثير واحتكار البروتستانت للثورة العلمية. إذ أثّر عدد كبير من العلماء الكاثوليك أمثال كوبرنيكوس، وليوناردو دا فينشي، وديكارت وجاليليو وغيرهم على الثورة العلمية بشكل لا يقل شئنًا عن العلماء البروتستانت.
أجاب ميرتون على الانتقادات بأن الروح البروتستانتيَّة وإن لم تكن ضرورية، الأ أنها سهلت بعملية تطوير العلوم. كما وأشار إلى أنه عندما أكتسب العِلم الشرعية المؤسسية، فأنه لم تعد هناك حاجة للدين، لتصبح في نهاية المطاف علاقة مضادة أحيانًا، مما يؤدي إلى التراجع الديني. ومع ذلك، في وقت مبكر من نشأة العلوم، فقد كان الدين عاملاً رئيسيًا سمح للثورة العلمية إلى أن تحدث. في حين أن أطروحة ميرتون لا تفسر كل الأسباب التي أدت إلى الثورة العلمية، الا أنها تقوم بإلقاء الضوء على الأسباب التي أدت إلى قيام الثورة العلمية في إنجلترا والتي كانت واحدة من القيادات والمحركات للمجتمع العلمي الإنجليزي.

## دعم

### جائزة نوبل

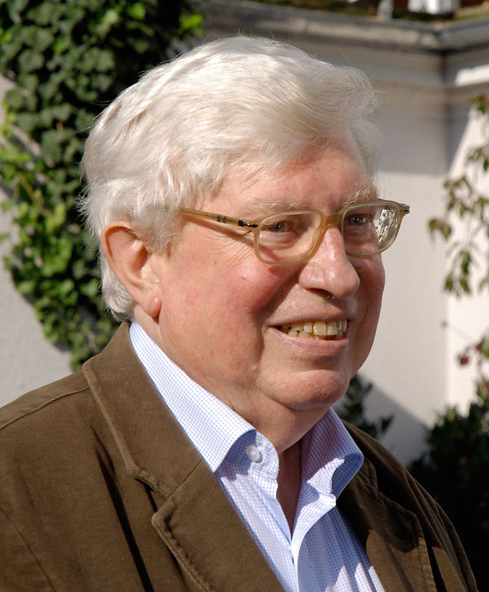
غيرهارد إرتل، حاصل على جائزة نوبل في الكيمياء وهو بروتستانتي تقي.

وجد الخبير الاقتصادي جون هوللي الذي عمل مع البنك الدولي في كتابه مذنب، يهود ومسيحيون أن 86% من جوائز نوبل بين الأعوام 1901 و1990 كانت من نصيب أشخاص من خلفية بروتستانتية ويهودية، حصل البروتستانت على 64% من جوائز نوبل مقارنة مع 22% من اليهود، على الرغم من أن نسبة البروتستانت في العالم هي 7.0%. في حين وجدت دراسة أخرى لشيربي أودلبرغ عام 2000 أنّ 35% من الحائزين على جائزة نوبل هم من البروتستانت أو من خلفيَّة مسيحيَّة.
ذكر كتاب ذكرى 100 عام لجائزة نوبل أنَّ حوالي (31.5%) من الحاصلين على جائزة نوبل بين الأعوام 1901- 2000 كانوا من البروتستانت. وكان كل من اللوثريين والكالفينيين والأنجليكان على التوالي البروتستانت الأكثر حصولًا على جوائز نوبل.
وفقاً لإحصائيات كتاب النخبة العلميّة: الحائزين على جائزة نوبل في الولايات المتحدة من قبل الباحثة هارييت زوكرمان، وفي مراجعة للحائزين على جائزة نوبل من الولايات المتحدة، والتي تم منحها في الفترة ما بين عام 1901 وعام 1972، كان 72% من الأمريكيين الحائزين على جائزة نوبل من البروتستانت خصوصاً من المذهب الأسقفي والمشيخي واللوثري، وحوالي 27% من الأمريكيين الحائزين على جائزة نوبل من اليهود. وذكرت الدراسة التي نُشرت في كتاب النخبة العلميّة: الحائزين على جائزة نوبل في الولايات المتحدة أنّ 60% من الحائزين على جائزة نوبل في الطب في الولايات المتحدة بين الأعوام 1901-1972 هم من خلفية بروتستانتية، ويُشّكل العلماء من الخلفية البروتستانتية نسبة 84.2% من الأمريكيين الحائزين على جائزة نوبل في الكيمياء بين الأعوام 1901-1972، ويشكلون أيضًا نسبة 58.6% من الأمريكيين الحائزين على جائزة نوبل في الفيزياء. تشير الدراسة أيضًا إلى أنّ 70.3% من النخبة العلميّة في الولايات المتحدة من خلفية بروتستانتية مقابل 20% من خلفية كاثوليكية و9.3% من خلفية يهودية؛ يُذكر أنّ حوالي 60.9% من نخبة الأطباء في الولايات المتحدة هم من خلفية بروتستانتية، فضلًا عن 74.1% من نخبة علماء الكيمياء و68.2% من نخبة علماء الفيزياء هم من البروتستانت.

### اختبار سات
وفقًا لدراسة نشرتها وال ستريت جورنال سنة 2002 وجدت أن ستة طوائف بروتستانتية تتصدر قائمة أولى العشرة طوائف دينية التي حصلّت على أفضل إداء في اختبار سات SAT على مستوى الولايات المتحدة؛ وهذه الطوائف البروتستانتيّة هي الكويكرز، والمينونايت، والكالفينيين، والأسقفيين، واللوثريين والمشيخييّن. وبحسب دراسة فريشمان وجد نسب الطلاب البروتستانت من الأسقفيين والمشيخييّن والبروتستانت ككل في جامعات رابطة اللبلاب تفوق نسبتهم السكانيّة بأضعاف.

### الكويكرز في العلوم

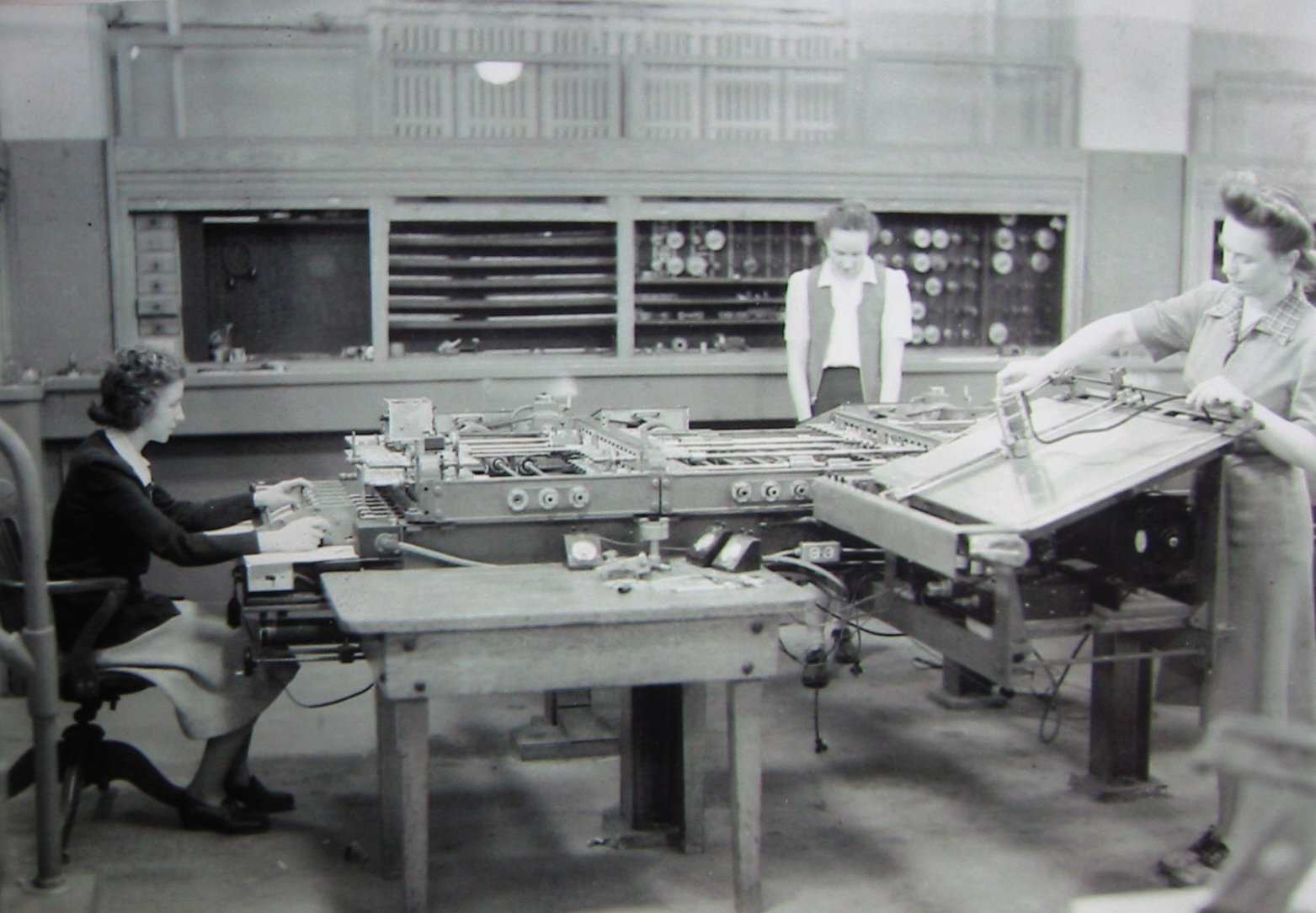
الشقيقات اليس وكاثلين وسيس أنطونيللي، وتعتبر العالمة كاثلين أنطونيللي من مبرمجات إينياك الآوائل، وهي من الكويكرز.

جمعية الأصدقاء الدينية أو الكويكرز شجعت على القيم العلمية والمواهب العلمية، عرفت الطائفة حضور هام للعلماء من حيث حضور العلماء هو أعلى لديهم مقارنة مع طوائف وديانات أخرى كما وقد برز عدد كبير منهم في الجمعية الملكية البريطانية وجوائز نوبل وبنسبة تفوق نسبتهم السكانية. وبحسب عدد من الدراسات منها دراسة في كتاب الدين والذكاء لآرثر رايسترك، أظهرت الدراسات علاقة إيجابية بين الكويكرز وارتفاع معدل الذكاء. وأظهر مسح اجتماعي قامت به جامعة شيكاغو علاقة إيجابية بين الكويكرز البيض وارتفاع معدل الذكاء، جنبًا إلى جنب الأسقفيين البيض والمشيخيين واللوثريين البيض واليهود الأشكناز. في دراسة أجريت عام 2009 حول اختلافات الذكاء للأميركيين البيض من خلال الطوائف، سجل الأسقفيين البيض أعلى متوسط معدل الذكاء قدره 113، وبحسب دراسة أجربت عام 2002 سجل الأسقفيين البيض والتوحيديين المسيحيين والكويكرز أعلى متوسط معدل الذكاء وأفضل إداء في اختبار سات SAT بين الطوائف المسيحية في الولايات المتحدة.
يعود بروز جمعية الأصدقاء الدينية المعروفين أيضًا بالكويكرز في العلوم بسبب القيم التي حملها هذا المذهب في تشجيع المواهب العلمية. وقد أشار ديفيد هاكيت فيشر ذلك في كتابه بذور البيون من نظرية اقترحها في أن الكويكرز في الولايات المتحدة يفضلون «دراسة مميزة» عن الدراسات التقليدية الشعبية مثل اللغة اليونانية أو اللغة اللاتينية وكثيرًا ما ارتبط الكويكرز مع النخبة الثقافية في الولايات المتحدة. وتقترح نظرية أخرى سبب ذلك إلى تجنبهم الكهنوت واعطائهم مكانة خاصة للتعليم مما أعطاهم مزيدًا من المرونة في الاستجابة للعلم. ومن الأسماء التي لمعت في مجالات علمية جون دالتون وتوماس هودجكن وتوماس يونغ وجوزف ليستر وهنرييتا سوان ليفيت وكاثلين ونسديل، العالمة في دراسة البلورات بالأشعة السينية وفردريك سانغر عالم كيمياء حيوية الذي تحصل مرتين على جائزة نوبل في الكيمياء.
على الرغم من التوجه الطائفي للمؤسسات الأكاديمة وللجامعات في الولايات المتحدة وبريطانيا خلال القرن التاسع عشر إذ كانت الجامعات المرموقة لها توجه بروتستانتي انجليكاني وكالفيني. إلا أن تمثيل الكويكرز في هذه المؤسسات كان يفوق نسبتهم السكانية، فمثلًا كانت نسبة الكويكرز عالية في طاقم الإداري أو طلاب جامعات رابطة اللبلاب بالإضافة إلى تمثيل عالي في الجمعية الملكية البريطانية والحاصلين على جوائز نوبل وبنسبة تفوق نسبتهم السكانية، ومن الأسماء التي لمعت في مجالات علمية جون دالتون وتوماس هودجكن وتوماس يونغ وجوزف ليستر وهنرييتا سوان ليفيت وكاثلين ونسديل، العالمة في دراسة البلورات بالأشعة السينية.

## الانتقادات

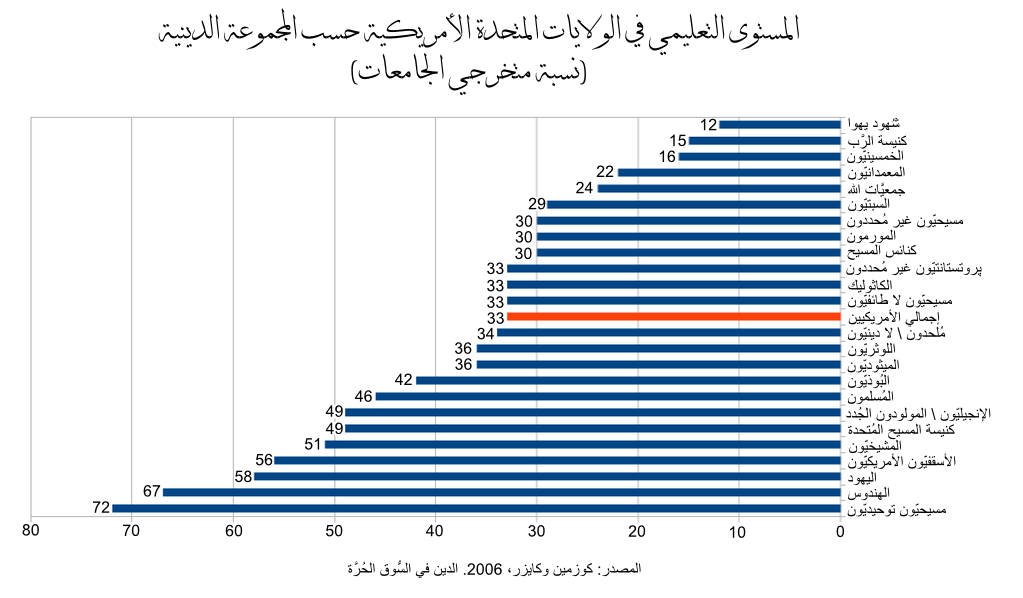
رسمٌ بيانيٌّ يُظهرُ الاختلاف في المُستوى التعليمي عند المجموعات الدينيَّة المُختلفة بالولايات المُتحدة الأمريكيَّة، استنادًا إلى بيانات ARIS من سنة 2001.

تَعرّض الجزء الأول من أطروحة ميرتون للنقد من قبل بعض علماء الاجتماع الذين وجدوا أن النظرة لدور علم الرياضيات والفلسفة الميكانيكية في الثورة العلمية غير كفاية. وقد أنتقَد أيضًا بعض علماء الاجتماع الجزء الثاني الذي يتعلق بتأثير واحتكار البروتستانت للثورة العلمية. إذ أثّر عدد كبير من العلماء الكاثوليك أمثال كوبرنيكوس، وليوناردو دا فينشي، وديكارت وجاليليو وغيرهم على الثورة العلمية بشكل لا يقل شئنًا عن العلماء البروتستانت.
رد ميرتون بالاعتراف بالنقد، فأجاب بأن الروح البيوريتانية ليست ضرورية، على الرغم من أنها سهلت تطوير العلوم. كما أشار إلى أنه عندما اكتسب العلم شرعية مؤسسية، فإنه لم يعد بحاجة إلى الدين، وفي النهاية أصبح قوة مضادة، مما أدى إلى تدهور ديني. ومع ذلك، في وقت مبكر، كان الدين في نظر ميرتون عاملاً رئيسياً سمح بحدوث الثورة العلمية. في حين أنّ أطروحة ميرتون لا تشرح كل أسباب الثورة العلمية، إلا أنها تضيء الأسباب المحتملة لكون إنجلترا واحدة من محركاتها الدافعة وبنية المجتمع العلمي الإنجليزي.
على الرغم من أن البروتستانتية تاريخيًا لم تدخل في صراع مع العلوم الا أنّ بعض القضايا مثل نظرية الخلق، وتطور، والخلايا الجذعية، وتنظيم النسل من القضايا أثارت جدلًا في علاقة الدين مع العلوم. إحد أبرز هذه القضايا الجدليّة والحديثة نسبيًا هي نظرية نظرية النشوء والارتقاء إذ حارب ناضلت الانجيلية التي تؤمن في نظرية الخلق من أجل تدريسها في المدارس الحكومية، وشكلّت محاكمة المدرس جون سكوبس ذروة الصراع بين الداروينين وأتباع الكنائس الانجيلية، وتركزت هذه القضية التي وقعت في دايتون بولاية تنيسي عام 1925، على اتهام مدرس يسمى جون توماس سكوبس بخرق قانون الولاية الذي كان يحرّم تدريس نظرية النشوء والارتقاء في المدارس العامة. ما أثار جدلًا عنيفًا وبخاصة أن هذه النظرية تعتبر مخالفة للتعاليم الدينية بحسب المتدينين.
كما تعرضّت النظريات التي وجدت علاقة إيجابية بين بعض الجماعات البروتستانتيّة مثل الكويكرز والأسقفيين والمشيخيين واللوثرين وارتفاع معدل الذكاء، على اعتبار أنّ أتباع هذه الكنائس والمذاهب ينتمون بشكل خاص للعرق الأبيض ولأصول أوروبيّة وبالتالي وجود العلاقة الإيجابيّة ولارتفاع معدل الذكاء يعود أساسًا لأصولهم العرقيّة لا الدينيّة؛ كما أنّ هذه النظريات نفسها وجدت علاقة سلبيّة لارتفاع معدل الذكاء لجماعات بروتستانتيّة أخرى مثل الخمسينيين والمعمدانيين الجنوبيين أو المسيحيين الأصوليين وهي جماعات متنوعة إثنيًّا وعرقيًّا.